# Bertrand Eveno
Bertrand Eveno, nacido el 26 de julio de 1944 en Égletons (Corrèze), es un alto funcionario y dirigente empresarial francés, expresidente de la Agence France-Presse de 2000 a 2005. Es hermano del historiador Patrick Eveno.

## Biografía
Antiguo alumno de la HEC Paris, máximo responsable de la ENA (promoción "François Rabelais", 1973) e inspector general de finanzas, Bertrand Eveno, tras un breve paso por los despachos ministeriales, desarrolló la mayor parte de su carrera en la industria privada y en el mundo editorial.
En 1976, fue autor, junto con Simon Nora, de un informe sobre la política de vivienda antigua.
El mismo año, fue también uno de los ponentes de la comisión, presidida por Olivier Guichard, sobre la reforma de las colectividades locales (informe "Vivir juntos").
Hasta julio de 2000, ocupó diversos puestos de dirección en el grupo CEP Communication (editorial), anteriormente Groupe de la Cité: director general de Nathan en 1986, director general de Dunod-Dalloz-Masson, hasta director general de Havas Éducation et Référence (que incluye, en particular, Larousse, Nathan, Bordas, Le Robert), en 1996, antes de que este grupo se convirtiera en Vivendi Universal Éducation France (VUEF), bajo la presidencia de Agnès Touraine (también directora general de la rama Vivendi Universal Publishing).

## Agence France-Presse
En julio de 2000, tras su salida del grupo Vivendi Universal, Bertrand Eveno fue elegido presidente de la Agence France-Presse (AFP).
Tuvo que hacer frente al estallido de la burbuja de Internet y a unas pérdidas muy importantes en la filial de información financiera AFX. Llevó a cabo reestructuraciones que se consideraron demasiado tardías, pero que permitieron a la AFP recuperar rápidamente el equilibrio operativo y desarrollarse en el sector del vídeo.
El 17 de noviembre de 2005 anunció su dimisión de la AFP.

## Hachette Filipacchi Photo
En diciembre de ese mismo año, se incorporó a una empresa que competía directamente con AFP en el sector fotográfico, el grupo Hachette Filipacchi Médias (HFM), como director general de Hachette Filipacchi Photo, que reunía a las agencias Gamma, Rapho, Hoa-Qui y Keystone.
Esta operación planteó problemas éticos y de competencia, denunciados por los sindicatos de la AFP, sobre todo porque se produjo tan sólo unos meses después de que un antiguo empleado de HFM se hiciera cargo del departamento de fotografía de AFP. Hachette Filipacchi Photos fue adquirida en diciembre de 2006 por el fondo de inversión Green Recovery, que estaba asociado a François Lochon en la compra de la agencia fotográfica.